# Химическое оружие России

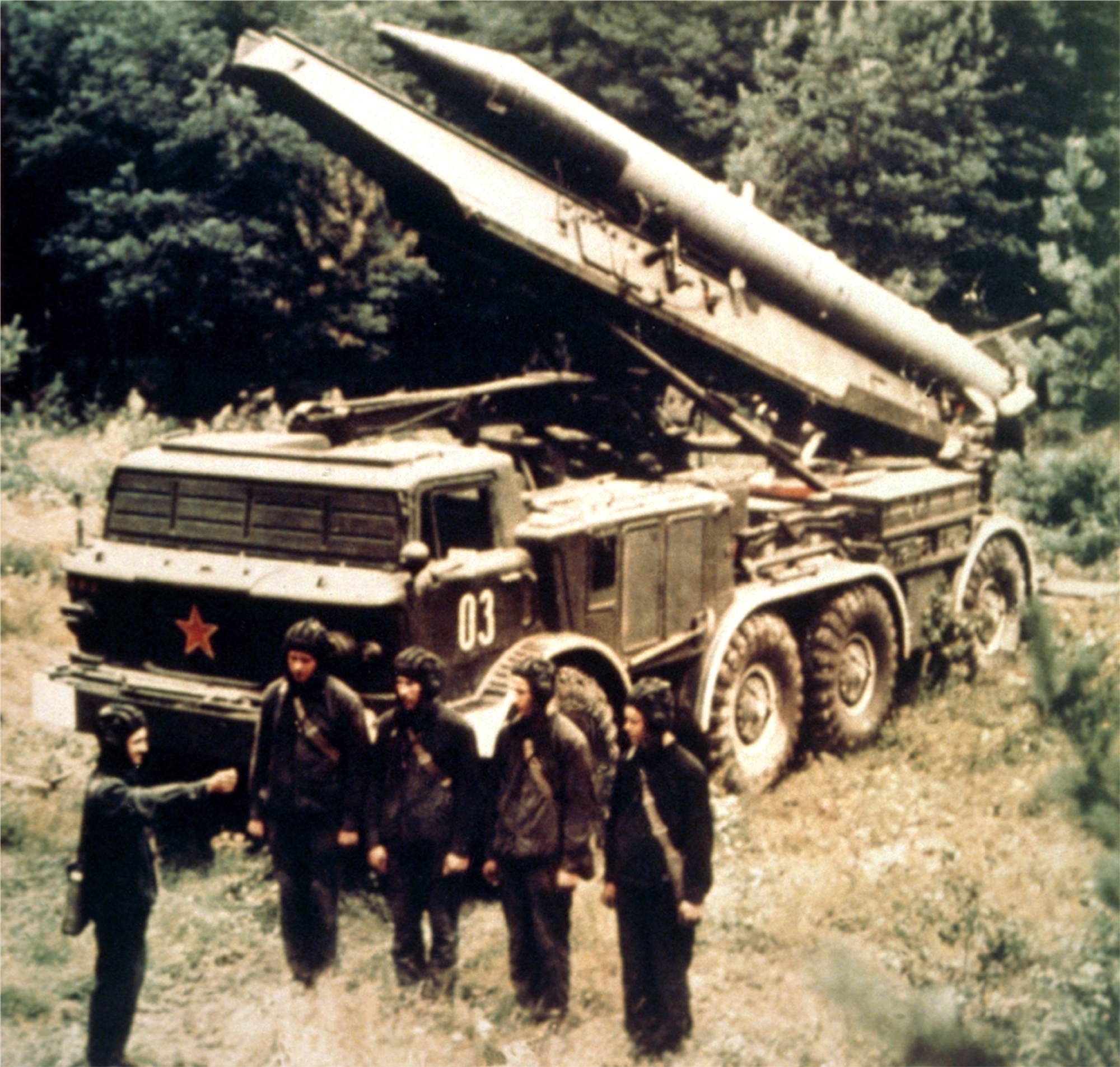
Спектр средств доставки БОВ охватывает различные виды вооружения от ручных гранат до тактических ракет. На фото — ТРК Луна-М, с которого предусматривалось применение ракет 9М21Г с химической боевой частью, заправленной V-газом.

Химическое оружие — разновидность оружия массового поражения, поражающие факторы которого основаны на токсическом воздействии боевых отравляющих веществ. В России химическое оружие поступило в войска в годы Первой мировой войны, работы по его исследованию продолжились и после Октябрьской революции. В течение второй половины XX века в СССР был накоплен самый крупный арсенал боевых отравляющих веществ в мире, а в 1990-х годах началось его планомерное уничтожение. Российская Федерация — участник Конвенции о запрещении химического оружия с 1997 года. 27 сентября 2017 года Россия сообщила о полной ликвидации своих запасов химического оружия.

## Российская империя
Попытки начала работ по промышленному производству химического оружия относятся ко второй половине 1915 года. Толчок к развитию химического оружия в России дала атака немцев в конце января 1915 года, в ходе которой были применено химическое оружие. Эффект его применения изменил ветер, повернувший облако в германскую сторону. Русские войска контратаковали.
2 июня 1915 года Начальник ГУГШ генерал Янушкевич обратился к военному министру Сухомлинову о необходимости снабжения армий Северо-Западного и Юго-Западного фронтов химическим оружием. Этому предшествовала массированная химическая атака немцев, предпринятая 31 мая в полосе обороны 9-й армии. Однако в России отсутствовала необходимая производственная и научная база для производства отравляющих веществ в требуемых масштабах. Лишь в августе 1915 года началось строительство новых химических заводов в Иваново-Вознесенске, Москве и Казани.
К весне 1916 года Россия произвела для нужд армии около 150 тысяч химических снарядов, а также приобрела в Великобритании небольшую партию жидкого хлора. За весь 1916 год российские заводы произвели:
- жидкого хлора — 2500 тонн;
- фосгена — 117 тонн;
- хлорпикрина — 516 тонн;
- цианистых соединений — 180 тонн;
- сульфурилхлорида — 340 тонн;
- хлорного олова — 135 тонн.

Уставные документы о применении химического оружия появились также в 1916 году. В частности, в январе Главное артиллерийское управление выпустило «Указания для применения 3-х дюймовых химических снарядов в бою», а в марте Генштаб составил «Инструкцию по применению отравляющих веществ в волновом выпуске». Впервые российские войска применили химическое оружие 21 марта 1916 года в ходе артподготовки к наступлению 25-й пехотной дивизии генерала Балуева. Артобстрел был малоэффективным из-за недостаточной массированности, а газобаллонная атака, намеченная на тот же день, не состоялась из-за неблагоприятных погодных условий.
15 апреля 1916 года Генштабом утверждена наиболее полная «Инструкция для боевого применения химических средств». Первая химическая (газобаллонная) атака состоялась ночью 19 июля на участке наступления 10-й армии, закончившаяся ничем. Первый успешный газопуск был произведён ночью 6 сентября на участке наступления 2-й пехотной дивизии у Сморгони. К концу 1916 года выявилась тенденция к переносу центра тяжести химической борьбы от газобаллонных атак к стрельбе артиллерии химическими снарядами. К 1917 году от тактики газопусков решено было отказаться в пользу применения артиллерийских снарядов удушающего (хлорпикрин) и ядовитого (фосген, синильная кислота) характера. Применялись снаряды калибра 76, 152 и 155 мм.

## СССР
22 августа 1925 года для объединения научно-исследовательской работы в области военно-химической обороны, научного и технического контроля за производством предметов военно-химического снабжения, обеспечения войск всеми видами военно-химического довольствия было создано Военно-химическое управление Красной армии. Головным институтом химической промышленности в разработке химического оружия был Московский Государственный Союзный НИИ органической химии и технологии. Разработкой и испытанием химического оружия занимались в Московском Научно-испытательном химическом институте РККА.

## Российская Федерация
В 1990-х годах запасы химического оружия в России считались одними из самых больших в мире — 39 967 тонн (в США — 31 500 тонн). Основная часть химоружия была представлена такими отравляющими веществами, как люизит, иприт, смесь люизит-иприт (HL), зарин, зоман, VX (вещество 33).
Химическое оружие России хранилось и уничтожалось в следующих населённых пунктах:
- с. Покровка Безенчукского района Самарской области (г. Чапаевск-11), завод по уничтожению смонтирован военными строителями одним из первых, в 1989 г., но до настоящего времени законсервирован)
- п. Горный (Саратовская область) (завершил переработку в 2008);
- г. Камбарка (Удмуртская Республика) (завершил переработку в 2009);
- п. Кизнер (Удмуртская Республика) (введён в эксплуатацию в 2013[9], завершил переработку в 2017);
- г. Щучье (Курганская область) (завод введён в эксплуатацию в 2009, завершил переработку в 2015[10]);
- п. Марадыково (объект «Марадыковский») (Кировская область) (введён в эксплуатацию в 2006, завершил переработку в 2015[11]);
- с. Леонидовка (Пензенская область) (введён в эксплуатацию в 2008, завершил переработку в 2015[12]);
- г. Почеп (Брянская область) (введён в эксплуатацию в 2010, завершил переработку в 2015[13]).

В ходе выполнения международной «Конвенции по запрещению химического оружия» по состоянию на 2009 год было ликвидировано 18 000 тонн.
По состоянию на 1 сентября 2010 в России уничтожено 19336 тонн или 48,4 % имеющихся запасов.
По состоянию на 25 ноября 2012 года уничтожено 70 % объявленных Россией запасов химического оружия.
16 июня 2013 года завершился срок действия программы Нанна-Лугара (Программа совместного уменьшения угрозы), в рамках которых США финансировало часть работ по уничтожению химического оружия.
По состоянию на август 2013 уничтожено 76 %. К апрелю 2014 года уничтожено 78 % запасов химоружия, к концу 2014 года — 84,5 %, к 13 июля 2015 года — 90 %, к 26 июня 2017 года — 98,9 %.
27 сентября 2017 года Россия официально полностью уничтожила всё свое химическое оружие.